# Grand Hamad Stadium
Grand Hamad Stadium – stadion piłkarski w Dosze, stolicy Kataru. Jego pojemność wynosi 15 000 widzów. Na obiekcie swoje mecze rozgrywa klub Al-Arabi SC, rozegrano na nim także część spotkań turnieju piłkarskiego na Igrzyskach Azjatyckich 2006 oraz wszystkie spotkania turnieju finałowego Mistrzostw Azji U-16 1998.